# Paola Guanche
Paola Margarita Guanche Nuviola (Cancún, 21 de julio de 2001), conocida en el ámbito artístico como Paola Guanche, es una cantante, compositora, música y actriz nacida en México y nacionalizada estadounidense, reconocida por ser la primera ganadora del concurso La voz Kids y por su subsiguiente carrera como cantante solista. En 2023 obtuvo una nominación en los Premios Grammy Latinos en la categoría de mejor artista nuevo.

## Biografía

### Inicios
Guanche nació en Cancún, Quintana Roo, proveniente de una familia de origen cubano. Desde una temprana edad empezó a interesarse por el canto y la música, y en el año 2007 se vinculó como una de las estrellas infantiles en el programa Sábado gigante de Univision en los Estados Unidos. Permaneció en el programa durante cuatro años.
En el año 2013 se convirtió en la primera ganadora del programa de telerrealidad La voz Kids en su versión estadounidense, integrando el equipo de Prince Royce. Un año después trabajó con la empresa de telecomunicaciones AT&T como portavoz para el mercado hispano en los Estados Unidos, y apareció en las ceremonias de eventos deportivos de la NFL y de la NBA interpretando el himno estadounidense. En 2016 obtuvo la nacionalidad estadounidense y dos años después se presentó como concursante en el programa de canto La voz México, de la cadena Televisa, donde logró avanzar hasta instancias semifinales con el equipo de Maluma.
En 2020 inició su carrera como solista con el lanzamiento del sencillo «Pa' tras», producido por la empresa Cántalo Productions. Se grabó un videoclip para la canción, dirigido por Paulo Simeón bajo la producción de Armando Labrador. «Sirena», su segundo sencillo, fue estrenado en julio del mismo año y también contó con un videoclip, grabado en los Cayos de la Florida.

### Actualidad
A comienzos de 2023 lanzó su primer EP a través de la discográfica Universal Music Latin, titulado Reencuentro y conformado por cinco canciones. Previamente había publicado a modo de sencillo las canciones «Letter To You», «Quererte igual», «Duele», «Quiero» y «Prohibido», las cuales fueron incluidas en el mencionado EP. Ese mismo año, logró una nominación en los Premios Grammy Latinos en la categoría de mejor artista nuevo.

## Plano personal
Guanche es hija de la cantante Lourdes Nuviola y del pianista Orlando Guanche, y sobrina de la ganadora del Grammy, Aymeé Nuviola. En 2019 obtuvo un título preuniversitario en la Escuela Secundaria Miami en Florida.